# Paragripopteryx baratinii
Paragripopteryx baratinii är en bäcksländeart som beskrevs av Benedetto 1983. Paragripopteryx baratinii ingår i släktet Paragripopteryx och familjen Gripopterygidae. Inga underarter finns listade i Catalogue of Life.